# すだちの魔王城
『すだちの魔王城』（すだちのまおうじょう）は、森下真による日本の漫画作品。『月刊少年マガジン』（講談社）にて、2021年10月号から連載中。2025年8月時点で累計部数は90万部を突破している。
2023年、「次にくるマンガ大賞 2023」コミックス部門にて5位を獲得。

## あらすじ
魔王軍の脅威が去った世界。Lv.1の村・サイショ村で道具屋・すだち屋を営みながらも、平和による需要急減により経営不振に悩まされる少年・ムラビトは、勇者との戦いの果てに生き残ってしまった元魔王を名乗る少女・マオと出会う。期せずして魔王の力の継承先に選ばれてしまったムラビトと、魔王の力の開放を望むマオは、互いの目的のために共に道具屋を営むこととなる。その後、勇者として偶像を演じ続け精神を病んだ青年・アッシュも仲間に加わり、三人は崖っぷちの道具屋「すだち屋」再建に向けて奔走する。

## 登場人物

### 主要人物
ムラビト
本作の主人公。18歳。半魔の肉体であるが故に、夜になると魔族の特徴である黄金色の瞳・角が現れる。
サイショ村の唯一の道具屋であるすだち屋の店主。父親亡き後に1人で店を営んでいたものの、10年前に勇者が魔王を討伐し平和が訪れてからは、廃業の危機に陥っていた。
戦闘能力は皆無に等しいものの、極めてお人好しで周りが驚くほど勇敢な一面がある。また、仲間や己の居場所が危機に陥った際は、相手を畏怖させるような凄みのある表情を見せることも。
ある日、崖から身投げしたマオを身を呈して救い命を落としかけるも、彼女の血が分け与えられた際に、魔王の力の一つ「魔物ノ統率者（モンスター・コンダクター）」を継承してしまい、マオから第777代目魔王に任命される。当初は魔王になることを拒んでいたが、自らの命を救ったマオに報いるため、共に道具屋を営むことを提案する。
12年前に木の棒1本で来店した勇者アーサーが、再び来店することを夢見ていた。身分を隠しサイショ村に訪れた彼を、勇者アーサーとしてではなくアッシュとして受け入れ店員として雇う。勇者に憧れを抱く一方、アッシュの酒癖の悪さには辟易しており、扱いは徐々に雑になってきている。
マオ＝マオーウ
黄金色の瞳、左右2本の角が特徴の美少女。ゴスロリ風の衣装を身に纏う。
その正体は第776代目魔王。10年前、勇者アーサーに敗れるも、不死身の魔力を持つ魔王であるが故に死ぬことができず、命を絶つ術を探してさまよっていた。サイショ村に訪れ崖から身を投げた際に、自らを庇って瀕死となったムラビトに情けをかけ、血を分け与える。その結果、ムラビトに魔王の力が一部継承されたため己の魔力への解放に望みをかけ、ムラビトを第777代目魔王に任命する。そして全ての力を受け継がせるまで、表向きはムラビトの嫁として居候を決め込む。
プライドが高く傲慢に振る舞っているが、自らを庇い二度負傷したムラビトに素直に謝るなど、心優しい性格。心の奥底では「普通」の生き方に憧れを抱いている。実は可愛らしいものが大好き。
アッシュ
金髪碧眼の青年。27歳。10年前、第776代目魔王を討伐し、世界を救った勇者アーサー本人。
物心着いた時には家族はおらず、荒んだ環境で育つ。15歳の時にサイショ村から旅立つと、思いがけず魔王討伐を実現してしまい、英雄に祭り上げられる。国王に名前を「アーサー」に変えられた上、平和と絶対の安心の「偶像」であることを強いられ、自らとかけ離れた勇者像を演じ続けた結果、精神を病んでしまう。
パーティーの協力のもと、居住を構える王都を抜け出し、旅立ちの村であったサイショ村で療養生活を送る。魔王の復活を悟るも、美少女の見た目になったマオの泣き顔を目撃し、倒錯した嗜虐心を抱く。当初は表向きでは夫とされているムラビトを逆恨みしていたが、自らを勇者アーサーとしてだけでなく、アッシュとして救おうとしたムラビトに心を開き、すだち屋の店員として働くこととなる。
金と名誉、マオの嫌がること全般が好物。「クズ」を自称しているが、その心根は勇者そのもの。自らの本性を知り、人々が幻滅することを恐れており、鬱の波に襲われることも。酒を飲まないと眠ることができない。
勇者アーサーとして振る舞う際は、目元に仮面を装着しキザな口調になる。

### 魔族
ジャバラ＝ナインズマザー
黒白目に横に長い耳が特徴の青年。
かつてマオと魔王の座を争った九貴族の一角であり、マオの従兄弟でもある。
利便性の高い影のスキルを有しているが、あくまで暗殺向きで攻撃力は高くない。
実は極度の方向音痴。10年前の魔王軍の戦いでは、勇者と相見える前に魔王城のトラップにかかってしまい、すだち屋が魔王城を訪れるまで戦いが終わったことも知らず、長年城の中をさ迷っていた。
幼い頃、弱かった自分を守ってくれたマオの夢を叶えるために、自ら魔王になることを定めとしていた。

### 魔物・魔神獣
クチモグラ
マオの世話係である、モグラのような姿をした魔物。王であるマオやムラビトに対しても、ハッキリと物申す。
マオが魔王ではなくなってからも、忠誠心は厚く離れることはなかった。特技は家事、雑用全般、人語、穴掘り。
リヴァイアサン
巨大な龍の姿をした魔神獣。魔王になったムラビトが最初に召喚したが、プライドが高く言うことを聞かない。
イフリート
炎のようなものを身にまとった魔神獣。契約者はマオだが、彼女を魔王の面汚しとして疎んでいる。リヴァイアサンを苦手としている。
マオマオデストロイヤー
ヨンバンテの魔物レースにて、マオから強面を理由に代走登録をされた魔物。見た目に反して気弱な性格。

### 勇者一行
リラ＝デギズマン
美魔法使いと称される、勇者一行のメンバー。モデルも務めあげ、容姿は美女そのものだが、身体的な性別は男性。
勇者パーティーの中でもアッシュと最も付き合いが長く、互いに認め合う親友である。高飛車で口も悪いが、情に厚い性格。
変身術を得意とし、パーティーの面々で勇者アーサーの影武者を演じることに貢献していた。国王の命令とはいえ、アッシュが心身を壊すまで公然の場に立たせ続けたことについて、自責の念にかられている。
アッシュが王都へ一時帰宅した際、彼に無理を強い続ける国王に対し、とある策謀を企てる。
シャリテ＝ホワイトクロス
白聖女と称される、勇者一行のメンバー。白い修道服を身につけており、常に閉眼している。
平和を望み、博愛隣人主義を重んずる穏やかな性格。パーティー内ではヒーラーの役割を務めており、防御魔法の能力も高い。
すだち屋が王都を訪れた際、姿を消したアッシュの依頼により、ムラビトとマオと接触する。
戦士カルテリコス
常に甲冑を身に纏う、勇者一行のメンバー。
勇者の影武者として多忙を極めた結果、同棲していた彼女に振られてしまい、アッシュを恨んでいる。
獣人ミミー
兎のような長い耳を生やした獣人で、勇者一行のメンバー。
パーティーの中で最後に加わった仲間であり、口数が少ない。

### サイショ村関係者
村長
丸顔に丸い身体、ちょび髭のおじさん。父親を亡くしたムラビトの身を我が子のように案じている。少々騙されやすいが、心優しい性格。
テルル
サイショ村の少年。やんちゃな性格。まだ未熟だが、勇者のような強い男になることを夢見ている。
タチバナ
ムラビトの父親。大戦場に薬を運ぶ途中、土砂崩れに巻き込まれ亡くなっている。

### 道具屋品評委員会
マダム・シンメトリー
ムラビトの父の代の頃、すだち屋の審査を担当していた公認審査員の老女。
魔王であった頃より力が衰えているとはいえ、マオの奇襲を防ぎ切るほどの実力の持ち主。
かつてムラビトの父に道具配達を依頼し、その道中で彼が亡くなりムラビトを1人にさせてしまった責任から、路頭に迷わせる前にすだち屋を潰そうとした過去がある。
興行の町・ヨンバンテでムラビトと再開し、基準に相応しくない万能薬を販売していたことを理由に再度すだち屋を潰そうと試みるも、ムラビトの心意気に触れ思い直し、再度すだち屋の担当となる。
エボルシオン
眼鏡をかけているエルフ族の審査員。魔族語を読解できる。せっかちな性格で、常にイライラしている。

### 王都関係者
国王 パヌルゴス
聖ユーシア王国の国王。長髭を蓄えた老人。
アッシュの名前を勇者アーサーに改名させ、国の偶像として酷使し続けてきた張本人。
聖剣がアッシュを選んだ際、真の平和が訪れるまで生涯王の命に従うという契約を結ばせ、縛り付けていた。
アキード・ラストヤーデ
ランク★10の道具屋・ラ・ストヤーデの社長。18歳。褐色の肌の少年。
勇者オタクで、勇者グッズを手当たり次第に集めている。ビジネスとファンの線引きを己に厳しく課しており、限定グッズは律儀に列に並ぶ。
ムラビトがラ・ストヤーデ本店で、勇者グッズの限定品の列に並んでいた際に知り合い、身分を明かさず友人になる。

## 書誌情報
- 森下真『すだちの魔王城』 講談社〈KCGM〉、既刊11巻（2025年8月12日現在）
  1. 2022年5月17日発行（同日発売[4]）、ISBN 978-4-06-527557-3
  2. 2022年7月14日発行（同日発売[5]）、ISBN 978-4-06-528069-0
  3. 2022年11月16日発行（同日発売[6]）、ISBN 978-4-06-529467-3
  4. 2023年3月16日発行（同日発売[7]）、ISBN 978-4-06-530799-1
  5. 2023年7月14日発行（同日発売[8]）、ISBN 978-4-06-531992-5
  6. 2023年11月16日発行（同日発売[9]）、ISBN 978-4-06-533420-1
  7. 2024年3月15日発行（同日発売[10]）、ISBN 978-4-06-535080-5
  8. 2024年7月17日発売[11]、ISBN 978-4-06-535835-1
  9. 2024年11月15日発売[12]、ISBN 978-4-06-537783-3
  10. 2025年4月16日発売[13]、ISBN 978-4-06-538288-2
    - （ミニカラー画集付き特装版）同日発売[14]、ISBN 978-4-06-538289-9

  11. 2025年8月12日発売[15]、ISBN 978-4-06-540501-7